# Niełazik
Niełazik (Pseudantechinus) – rodzaj ssaków z podrodziny niełazów (Dasyurinae) w obrębie rodziny niełazowatych (Dasyuridae).

## Zasięg występowania
Rodzaj obejmuje gatunki występujące w Australii.

## Morfologia
Długość ciała 6,3–11,5 cm, długość ogona 5,6–12,5 cm; masa ciała samic 14–45 g, samców 14–50 g.

## Systematyka
Rodzaj zdefiniował w 1947 roku amerykański zoolog i botanik George Henry Hamilton Tate w artykule poświęconym anatomii i klasyfikacji niełazowatych, opublikowanym na łamach Bulletin of the American Museum of Natural History. Jako gatunek typowy Tate wyznaczył (oryginalne oznaczenie) niełazika gruboogonowego (P. macdonnellensis). 

### Etymologia
Pseudantechinus: gr. ψευδος pseudos ‘fałszywy’; rodzaj Antechinus Macleay, 1841 (chutliwiec).

### Podział systematyczny
Do rodzaju należą następujące gatunki:
| Grafika | Gatunek                         | Autor i rok opisu        | Nazwa zwyczajowa      | Podgatunki | Rozmieszczenie geograficzne | Podstawowe wymiary (DC – długość ciała; DO – długość ogona; MC – masa ciała) | Status IUCN |
| ------- | ------------------------------- | ------------------------ | --------------------- | ---------- | --- | ---------------------------------------------------------------------------- | ----------- |
|         | Pseudantechinus bilarni         | (D.H. Johnson, 1954)     | niełazik skalny       | monotypowy | północne Terytorium Północne | DC: 9–11,5 cm; DO: 9–12,5 cm; MC: 15–40 g                                    | LC          |
|         | Pseudantechinus woolleyae       | Kitchener & Caputi, 1988 | niełazik duży         | monotypowy | zachodnia Australia Zachodnia | DC: 10,7–10,8 cm; DO: 7,5–8,5 cm; MC: 39–50 g                                | LC          |
|         | Pseudantechinus macdonnellensis | (W.B. Spencer, 1896)     | niełazik gruboogonowy | monotypowy | Australia Zachodnia, środkowe i południowe Terytorium Północne, północna Australia Południowa i izolowany obszar w zachodnim Queensland | DC: 9,5–10,5 cm; DO: 7,5–8,5 cm; MC: 20–45 g                                 | LC          |
|         | Pseudantechinus mimulus         | (O. Thomas, 1906)        | niełazik wyspowy      | monotypowy | Terytorium Północne i Queensland | DC: 6,3–9,1 cm; DO: 5,6–7,6 cm; MC: 14–25 g                                  | NT          |
|         | Pseudantechinus ningbing        | Kitchener, 1988          | niełazik mały         | monotypowy | północna Australia Zachodnia i północno-zachodnie Terytorium Północne                                                                   | DC: 8–10 cm; DO: 7,5–9 cm; MC: 15–25 g                                       | LC          |

Kategorie IUCN:  LC  – gatunek najmniejszej troski,  NT  – gatunek bliski zagrożenia.